# Сидін Василь Євгенович
Васи́ль Євге́нович Си́дін (нар.27 листопада 1950, Харків — пом.12 вересня 2011, Харків) — український актор, режисер, громадський діяч. Засновник та художній керівник харківського театру дітей «Тимур», голова харківського міського благодійного фонду «Тимур».

## Біографія
Народився в Харкові. 
Освіту здобув в Харківському інституті мистецтв (актор театру і кіно). Творчий шлях почав в Харківському українському драматичному театрі імені Тараса Шевченка.
Після служби в армії стає актором Харківського ТЮГу
У 1976 році зібрав хлопців, що стояли на обліку в міліції, і організував дитячу театральну студію «Шибеники» (рос. «Сорванцы»), який з 1979 року має назву театр «Тимур».
В кінці 1990-х Василь Сидін відкрив духовно-виховний центр на Салтівці у Харкові, який проіснував кілька років. 
Силами керівника щоліта юні актори театру виїздять до літньої заміської дачі «Ковчег».
Поставив понад сотню спектаклів та концертних постановок.
Помер 12 вересня 2011 р. на 61-му році життя від раку.

## Родина
Василь Сидін був одружений. Дружина — Олена Олексіївна Бутенко допомагала йому у керівництві театром. Мав двох дітей (Марина та Варвара).

## Нагороди
Лауреат премії «Народне визнання».